# Kalvarijos savivaldybė
Kalvarijos savivaldybė är en kommun i Litauen.   Den ligger i länet Marijampolė län, i den södra delen av landet, 140 km väster om huvudstaden Vilnius. Antalet invånare är 11 635. Arean är 441 kvadratkilometer.
Terrängen i Kalvarijos savivaldybė är platt.
Följande samhällen finns i Kalvarijos savivaldybė:
- Kalvarija